# Julie eller Den nya Héloïse
Julie eller Den nya Héloïse (Julie, ou La nouvelle Héloïse) är en brevroman av Jean-Jacques Rousseau, publicerad 1761. Titeln syftar på kärlekshistorien mellan Héloïse och Pierre Abélard som också har ett brevtema och som också slutade olyckligt. Boken handlar om Julie och informatorn Saint-Preux som råkar i het förälskelse. Hennes släkt tvingar henne dock att ingå ett förnuftsäktenskap med en äldre herre ur överklassen. Hon försöker förgäves glömma sin kärlek till Saint-Preux, men romanen slutar med hennes död och hans förtvivlan. Romanens tema är drömmen om en kärlek utan svartsjuka som kan spränga äktenskapets gränser.
Saint-Preux beskrivs som öm, känslig och känslosam och har likheter med Rousseau själv.
Romanen är influerad av Honoré d'Urfés L'Astrée och har i sin tur influerat Goethes Den unge Werthers lidanden. Den pekar också framåt mot Prousts verk.
Svenska översättningar utkom 1803 (av Adolf Albrect Edman), 1931 (David Sprengel) och 1983 (Olof Nordberg). 